# Директива 2008/98/EC
Директива 2008/98/ЕС, официальное название Директива Европейского Парламента и Совета Европейского Союза 2008/98/ЕС от 19 ноября 2008 г. "об отходах и отмене ряда Директив" (англ. Directive 2008/98/EC of the European Parliament and of the Council of 19 November 2008 on waste and repealing certain Directives) — нормативный акт, который регулирует порядок сбора, переработки и утилизации отходов на территории Европейского Союза. Документ был принят 19 ноября 2008 года в Брюсселе Европарламентом и Советом Европейского союза и вступил в силу 12 декабря 2008 года.

## История создания
Законодательство Европейского Союза относительно контроля за переработкой отходов имеет долгую историю. Среди первых нормативно-правовых актов Европейского Союза, что регулировали порядок переработки органических отходов были: Директива 75/439/EEC «об утилизации отработанных масел» (16 июня 1975 год), Директива 91/689/ЕЕС «об опасных отходах» (12 декабря 1991 года), Директива 94/62/ЕС «об упаковке и отходах от упаковки» (20 декабря 1994 года), Директива 96/61/ЕС «относительно всеобъемлющего предотвращения и контроля загрязнений» (24 сентября 1996 года), Директива 2006/12/EC «об отходах» (5 апреля 2006 года).
На данный момент в мире наиболее популярны две основные модели обращения с отходами. Первая — это налоговая система регулирования обращения с отходами, при которой уполномоченные государственные органы собирают налог с производителей и импортеров упаковки. В дальнейшем эти финансовые средства используются для организации сбора и переработки отходов. Вторая модель получила закрепление в положениях Директивы 2008/98/ЕС Европейского парламента и Совета от 19 ноября 2008 года «об отходах и отмене ряда директив». Нормы документа предусматривали создание частного оператора, что отвечает за сбор и переработку отходов. Такая модель сегодня успешно применяется в 27 из 28 стран Евросоюза.
В положениях Директивы 2008/98/ЕС европейский законодатель поставил целью ужесточение требований к сбору и переработке отходов. На основании предложений Европейской комиссии были установлены следующие требования: достижения показателя 65 % утилизации от общего количества отходов и 10 % допустимого захоронения отходов на территории Европейского Союза. В 2017 году 14 марта Европейский парламент проголосовал за четыре меры, которые в совокупности должны будут направлены на обеспечение переработки ещё большей части отходов на территории Европейского Союза до 2030 года. Предложенные изменения в будущем затронут положения Директивы 2008/98/ЕС, внося в неё поправки. Согласно предложению будет повышаться показатель утилизации от общего количества отходов с 65 до 70 %, устанавливается 80 % показатель утилизации упаковочных отходов, а ограничение на захоронение отходов на территории Европейского Союза понижается с 10 до 5 %.

## Характеристика документа

### Структура
- Преамбула (Whereas, состоит из п[6]. 1-49);
- Глава I. Основные положения, содержание и определения (Сhapter I Subject matter, scope and definitions, состоит из ст. 1-7);
- Глава II. Oбщие требования (Chapter II General requirements, состоит из ст. 8-14);
- Глава III. Oбращение с отходами (Chapter III Waste management, состоит из ст. 15-22);
- Глава IV. Лицензии и регистрация (Сhapter IV Permits and registrations, состоит из ст. 23-27);
- Глава V. Планы и программы (Сhapter V Plans and programmes, состоит из ст. 28-33);
- Глава VI. Проверки и документы (Сhapter VI Inspections and records, состоит из ст. 34-36);
- Глава VII. Заключительные положения (Chapter VII Final provisions, состоит из ст. 37-43);
- Приложение I Операции по уничтожению отходов (Annex I Disposal operations);
- Приложение II Операции по восстановлению отходов (Annex II Recovery operations);
- Приложение III Свойства отходов, которые превращают их в опасные (Annex III Properties of waste which render it hazardous);
- Приложение IV. Примеры мероприятий по предотвращению образования отходов, указанных в статье 29 (Annex IV Examples of waste prevention measures referred to in article 29)
- Приложение V. Корреляционная таблица (Annex V Correlation table)[7][8]

### Задачи
Среди задач Директивы 2008/98/ЕС можно выделить следующие: усиление требований к оператору перерабатывающему отходы, а также увеличение показателя переработанных отходов на территории всех государств-членов Европейского Союза.